# 屁理屈
| ウィキペディアには「屁理屈」という見出しの百科事典記事はありません（タイトルに「屁理屈」を含むページの一覧/「屁理屈」で始まるページの一覧）。 代わりにウィクショナリーのページ「屁理屈」が役に立つかもしれません。 |